# パンクラティア・ボンフィル
パンクラティア・ボンフィル（Mother Mary Pancratia Bonfils, 1852年 - 1915年10月12日）は、アメリカ合衆国のカトリックロレット会修道女、教育者。"St. Mary's Academy" 校長。ロレットハイツアカデミー創設者。

## 略歴
ミズーリ州セントルイス生まれ。15歳の時、ロレット修道会の修道院に入る。
ケンタッキー州で訓練を受けた後、マチバフ神父 Bishop Machebeuf により1868年、デンバー市の St. Mary's Academy へ着任する。
同アカデミーの校長に就任後、1891年、同市内にロレットハイツアカデミーを創設した。
1915年10月12日、セントジョセフ病院で死去。